# Дайраго
Дайра̀го (на италиански: Dairago, на западноломбардски: Dairagh, Дайраг) е градче и община в Северна Италия, провинция Милано, регион Ломбардия. Разположено е на 196 m надморска височина. Населението на общината е 6004 души (към 2012 г.).